# Mokry targ

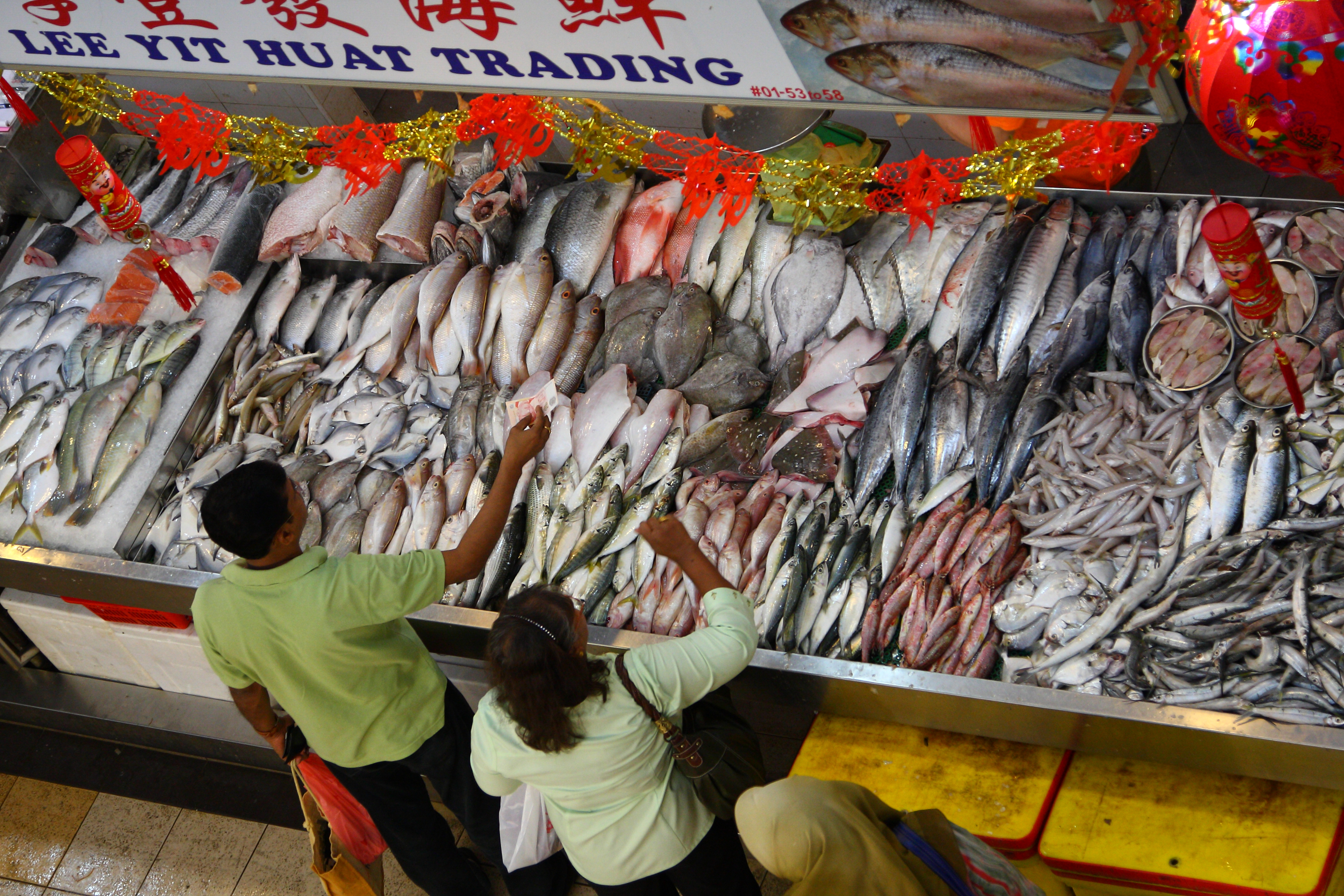
Mokry targ w Singapurze

Mokry targ – rodzaj targowiska, na którym sprzedawane są świeże produkty. Określenie używane jest głównie w stosunku do targowisk w niektórych krajach Azji Południowo-Wschodniej i Wschodniej. Niekiedy trzymane, zabijane i sprzedawane są tam żywe zwierzęta, jednak nie na wszystkich mokrych targach takie praktyki mają miejsce.
Nazwa mokry targ wywodzi się od podłóg, które są zawsze mokre w takich obiektach ze względu na topiący się lód, w którym trzymane są niektóre produkty oraz częste spryskiwanie straganów wodą. Określenia zaczęto używać dla odróżnienia tego typu targowisk od tych sprzedających suche produkty, np. tekstylia.
Mokre targi oferujące żywe, a zwłaszcza dzikie zwierzęta są krytykowane za łamanie praw zwierząt oraz jako zagrożenie epidemiczne. Mogą one być źródłem chorób odzwierzęcych i są łączone z wybuchem pandemii wirusa SARS w 2002 roku oraz pandemii SARS-CoV-2 w 2019 roku. W związku z tym często postulowane są zmiany w regulacjach prawnych dotyczących tego typu targowisk, niektóre z nich wprowadziły na przestrzeni lat ograniczenia w handlu żywymi zwierzętami.